# VLF Automotive
VLF Automotive ist ein US-amerikanischer Automobilhersteller, der am 18. November 2015 in Rochester in Michigan gegründet wurde. Das Unternehmen folgte auf das am 22. Januar 2013 durch Gilbert Villareal und Bob Lutz gegründete Unternehmen VL Automotive LLC und wurde nach dem Einstieg des Automobildesigners Henrik Fisker umbenannt. Der Name setzt sich aus den Nachnamen der drei Inhaber zusammen.
Die Produktion der Fahrzeuge erfolgt in Auburn Hills im Michigan.

## Fahrzeuge

### VLF Destino
Als erstes Fahrzeug präsentierte das Unternehmen im Januar 2013 auf der NAIAS in Detroit die auf dem Fisker Karma basierende Limousine VL Destino. Diese kam 2016 als VLF Destino V8 in den Handel.

### VLF Force 1
Im Januar 2016 präsentierte VLF Automotive mit dem Force 1 auf Basis der Dodge Viper einen Supersportwagen, der ab April 2016 gebaut wurde.

### VLF Rocket
Auf der NAIAS im Januar 2017 kündigte das Unternehmen an, mit dem Rocket V8 einen Sportwagen auf Basis des Ford Mustang gemeinsam mit dem Tuner Galpin Auto Sports zu bauen. Der Rocket V8 wird von einem 533 kW (725 PS) starken Fünfliter-V8-Ottomotor angetrieben.